# Сан-Луис-Соятлан
Сан-Луис-Соятлан (исп. San Luis Soyatlán) — посёлок в Мексике, в штате Халиско, входит в состав муниципалитета Тускуэка. Численность населения, по данным переписи 2020 года, составила 3814 человек.

## Общие сведения
Название поселения составное: San Luis дано в честь покровителя — Святого Луиса, а Soyatlán с языка науатль можно перевести как: место сояте (местное название нолины робуста).
Поселение было основано в доиспанский период племенами чичимеков.
В 1524 году регион был покорён конкистадорами во главе с Алонсо де Авалосом, а поселение было включено в провинцию Авалос.
В 1531 году францисканские монахи открыли в Соятлане кофрадию, а в 1564 году была построена небольшая часовня.
22 декабря 1885 года было завершено строительство храма Святого Луиса.
1 октября 1888 года поселение перешло из муниципалитета Хокотепек в муниципалитет Тускуэка
Сан-Луис-Соятлан расположен на берегу озера Чапала в 75 км к югу от столицы штата, города Гвадалахара, на федеральной трассе 15.

## Население
| Год  | Численность | Численность |
| ---- | ----------- | ----------- |
| 2000 | 3147        | [ 9 ]       |
| 2010 | 3512        | [ 10 ]      |
| 2020 | 3814        | [ 11 ]      |